# ボブ・ホープ (車両貨物輸送艦)
| USNS Bob Hope (T-AKR-300) |                                                     |
| 艦歴                      |                                                     |
| 発注                      | 1993年9月2日                                        |
| 起工                      | 1995年 5月2日                                       |
| 進水                      | 1997年3月27日                                       |
| 就役                      | 1998年 11月18日                                     |
| その後                    | 就役中                                              |
| 性能諸元                  |                                                     |
| 排水量                    | 62,069トン                                          |
| 全長                      | 290m (951.4 ft)                                     |
| 全幅                      | 32.3 m (106 ft)                                     |
| 喫水                      | 10.3 m                                              |
| 機関                      | ディーゼル 4基 2軸 出力 65,160 hp (47.92 MW)        |
| 速力                      | 24ノット(44.45Km/h)                                 |
| 積載量                    | 35,000 m2 (380,000 ft2)                             |
| 乗員                      | 民間船員 26から45名。この他、海軍軍人50名搭乗可能。 |
| 兵装                      | なし                                                |

ボブ・ホープ (USNS Bob Hope, T-AKR-300) は、アメリカ海軍の輸送艦。車両や貨物の輸送を主任務とするボブ・ホープ級車両貨物輸送艦のネームシップである。艦名は、エンターティナーのボブ・ホープから取られ、ボブ・ホープの生前に命名されている。1998年11月18日に就役し、2006年時点においても現役である。
アメリカ海軍の海上輸送司令部の指揮下にあるが、運用は民間人によって行われており、非武装である。アメリカ陸軍向けの事前集積船としても用いられる。速力は24ノットと高速ではないが、車両の積み下ろしに有利なロールオン・ロールオフ(Ro/Ro)船であり、舷側と艦尾にランプを持っている。車両の搭載量は多く、戦車をはじめとして1,000両ほどの搭載が可能である。
ボブ・ホープはすでに、バルカン半島やイラクへの物資輸送の実績がある。

## 従事した物資輸送
2008年6月17日、アラスカ州アンカレッジにてアメリカ陸軍第2歩兵師団第5旅団の装備を積載。アメリカ本土西海岸へと輸送。